# Chrześcijaństwo w Indiach

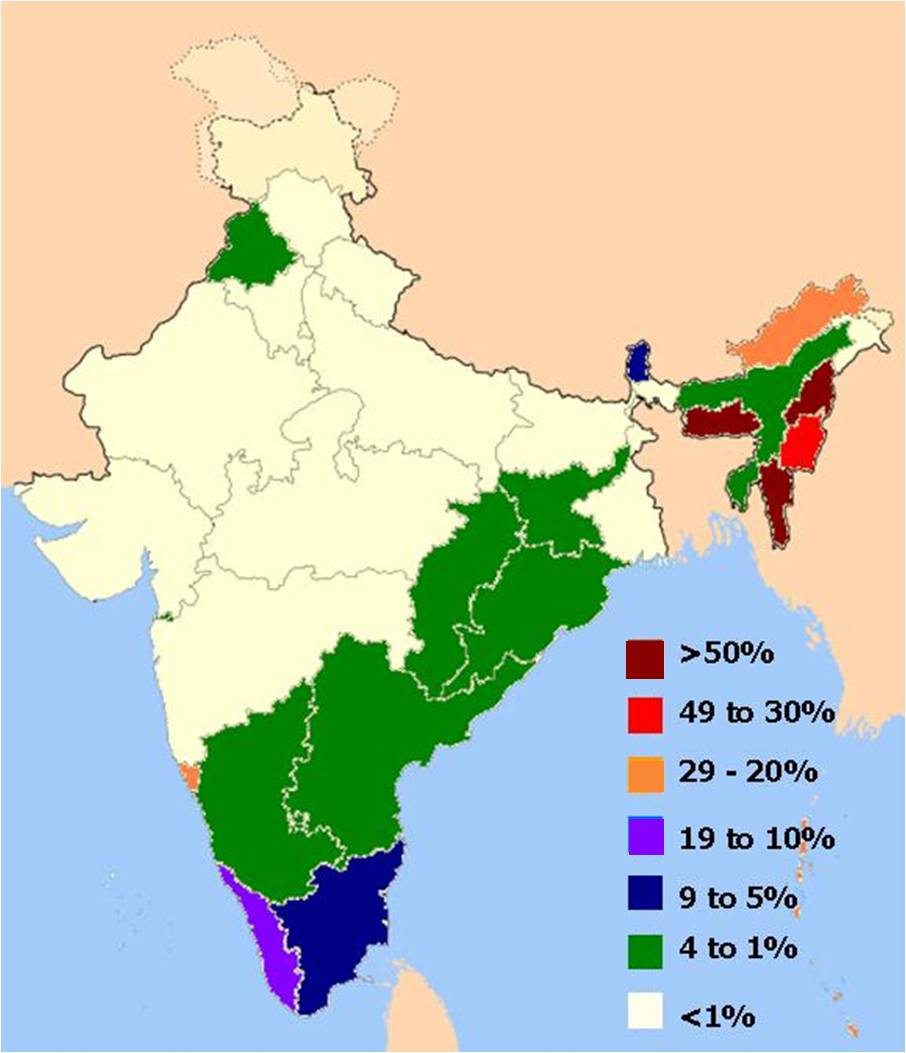
udział chrześcijan w populacji poszczególnych stanów indyjskich

Chrześcijaństwo w Indiach jest religią napływową – legendy mówią o działalności w Indiach św. Tomasza Apostoła, na pewno zaś istniało już w starożytności.
Według tradycyjnych przekazów z Kerali, stanu, gdzie chrześcijaństwo jest najdawniejsze i najsilniejsze, Tomasz Apostoł miał działać w latach 57–72. Informacje o działalności św. Tomasza w Indiach istnieją także w pismach Ojców Kościoła. Od niego sami wywodzą swoje pochodzenie chrześcijanie świętego Tomasza. Wielu badaczy (m.in. E. Tisserant, N. Zernov, I. Silbernagl, J. Schnitzer, Jan Kieniewicz) uznaje, że św. Tomasz Apostoł i jego współpracownicy, Teofil i współzałożyciel aleksandryjskiej szkoły egzegetycznej Panten, działali nie w Indiach, a na terenach Jemenu, nazywanych dawniej czasem India Citerior.
Chrześcijanie św. Tomasza mają być według badaczy potomkami imigrantów perskich i syryjskich osiedlających się stopniowo na Wybrzeżu Malabarskim. W 345 przybyła grupa kupca Tomasza Kany, w 774 biskupa Tomasza, w 840 grupa, której przewodzili biskupi Mar Szebe Iszu i Mar Peroz.
W roku 512 chrześcijanie świętego Tomasza przyjęli nestorianizm. W 522 ich biskupem został Kallian. Katolikos Sliba-Zka utworzył w VIII w. nestoriańską metropolię w Angamale.
Świadectwo o istnieniu chrześcijaństwa w Indiach przekazał egipski geograf Kosmas Indikopleustes, podróżujący do Indii w latach 520–525 – nie zawierają one jednak dokładniejszych informacji. Pierwsze świadectwa zachodnie pochodzą z wieku XIII.

## Kościoły przedchalcedońskie

### Ormianie
Ormianie osiedlali się wzdłuż dróg handlowych prowadzących do Chin, ich osadnictwo w Indiach sięga średniowiecza. Stałą organizację kościelną mieli jednak dopiero od nowożytności – podlegali diecezji Nowej Dżulfy. Duże wpływy zdobyli na dworze Akbara, kiedy też przybyły do Indii liczniejsze grupy Ormian. Ormianką była jedna z żon Akbara, Mariam Zamani Begum. Ormianie otrzymywali od władców indyjskich przywileje handlowe. Było wśród nich wielu lekarzy, urzędników, a przede wszystkim pośredniczących w handlu z Europą kupców. Kolejne grupy przybywały w wieku XVIII i XIX z Persji.
Ich głównymi ośrodkami były Agra, Kalkuta i Madras, a także Dhaka, Bombaj i Surat. W Agrze znajduje się pochodzący z 1582 kościół ormiański i napisy cmentarne z 1611. W Madrasie od 1794 ukazywała się wydawana przez ks. Arathuna Szumawona gazeta „Azdarar”, istniała także drukarnia oraz akademia, w której uczyli się Ormianie pochodzący z Persji. W Kalkucie istniało wydawane od 1844 czasopismo ormiańskie „Ashasser”, w którym propagowano niepodległość Armenii.
XIX-wiecznie wspólnoty ormiańskie były niewielkie (bombajska liczyła ok. 150 osób, madraska ok. 30 rodzin). Obecnie Kalkuta jest siedzibą ormiańskiego biskupstwa Indii, Australii i dalekiego Wschodu, obejmującego 2000 wiernych w Indiach i 600 w innych krajach.

## Katolicyzm

### Dane statystyczne
W roku 1912 w Indiach było 8 metropolii, 22 diecezje, 4 prefektury apostolskie, 2498 księży zakonnych i świeckich (w tym 1230 pochodzenia indyjskiego), 1121 alumnów, 638 zakonników, 3592 zakonnice i 2,21 miliona wiernych wszystkich obrządków. Dane obejmują Cejlon.
W roku 1928 w Indiach było 10 metropolii, 32 diecezje, 3 prefektury apostolskie, 3 wikariaty apostolskie, 3561 księży zakonnych i świeckich (w tym 1755 pochodzenia indyjskiego), 1589 alumnów, 896 zakonników, 8481 zakonnic i 3,32 miliona wiernych wszystkich obrządków. Dane obejmują Cejlon.
W roku 1949 w Indiach były 43 metropolie i diecezje, 5199 księży zakonnych i świeckich (w tym 3907 pochodzenia indyjskiego) i 4,3 mln wiernych wszystkich obrządków. Dane obejmują Cejlon.
W roku 1967 było w Indiach 18 metropolii, 51 diecezji, 3976 parafii, 3362 księży zakonnych, 5140 księży świeckich, 3084 alumnów, 6648 zakonników, 27 037 zakonnic i 7,19 miliona wiernych wszystkich obrządków na 439 milionów mieszkańców.
W roku 1977 było w Indiach 19 metropolii, 64 diecezje, 3 wikariaty apostolskie, 6 egzarchatów apostolskich, 4237 parafii, 3956 księży zakonnych, 6142 księży świeckich, 2381 alumnów, 8417 zakonników, 41866 zakonnic i 9,18 miliona wiernych wszystkich obrządków na 598 milionów ludności.
W roku 1985 było w Indiach 19 metropolii, 92 archidiecezje i diecezje, 5421 parafii, 5185 księży zakonnych, 7327 księży świeckich, 5586 alumnów, 2561 zakonników, 52930 zakonnice i 12,55 miliona wiernych wszystkich obrządków na 732 miliony mieszkańców.
W roku 1990 było w Indiach 19 metropolii, 103 archidiecezje i diecezje, 6218 parafii, 5863 księży zakonnych, 8230 księży świeckich, 7224 alumnów, 2688 zakonników, 61817 zakonnic i 13,67 miliona wiernych wszystkich obrządków na 796 milionów mieszkańców.
W roku 1995 był w Indiach 1 patriarchat, 1 arcybiskupstwo większe, 18 metropolii, 107 diecezji, 6844 parafii, 6621 księży zakonnych, 9030 księży świeckich, 9359 alumnów, 2710 zakonników, 69 106 zakonnic i 14,9 miliona wiernych na 870 milionów mieszkańców.

### Historia
Zachodowi pierwsze relacje o chrześcijanach malabarskich przekazali w XIII w. Jan z Montecorvino i Marco Polo, w XIV w. dominikanin Jordan Catala i franciszkanie Odoryk z Pordenone i Giovanni Marignolli. W XV w. Vasco da Gama mówił o 300 000 chrześcijan św. Tomasza podlegających katolikosowi Bagdadu. Razem z Vasco da Gamą przybył do Indii trynitarz Pedro de Covilhão, który jednak nie podjął działalności misyjnej.
W 1456 papież Kalikst III wydał bullę podporządkowującą misję w Indiach Zakonowi Chrystusa, jednak w 1514 w Funchal powstało biskupstwo sprawujące patronat nad zamorskimi posiadłościami Portugalii. W 1534 biskupstwo Funchal zostało podniesione do godności metropolii, a w Goa powstała jej sufragania.
Pierwsze misje katolickie w Indiach wiążą się z portugalskimi odkryciami geograficznymi i rozwojem handlu – wraz z Pedrem Álvaresem Cabralem przybyło do Indii 8 franciszkanów i 8 księży świeckich, wraz z Afonsem de Albuquerque 5 dominikanów. Pierwsi franciszkanie, zajmujący się początkowo duszpasterstwem Portugalczyków, przybywali do Indii w latach 1505–1506. W 1518 założyli konwent w Goa, prowadzili także misje, m.in. w Bardez, Basseinie, Bombaju, Koczinie, Kolamie, Tamilnadzie, oraz szkoły w Kranganurze, Poinsur i Reis Magos.

### Unici
Unici indyjscy dzielą się na dwa obrządki: ryt syro-malabarski i ryt syro-malankarski. Swoje pochodzenie wiążą z działalnością św. Tomasza, należą więc do chrześcijan św. Tomasza. Jan Paweł II w liście do episkopatu Indii trzech obrządków potwierdził możliwość istnienia dla poszczególnych obrządków odrębnych konferencji episkopatu opartych na własnym prawie kanonicznym, ostatecznie jednak w 1988 na zjeździe w Kottajam została utrzymana wspólna konferencja episkopatu dla całych Indii.

#### Ryt syro-malabarski
Dla obrządku syro-malabarskiego powstało w latach 1968–1972 siedem egzarchatów apostolskich (Bidżnor, Czanda, Dżagdalpur, Rajkot, Sagar, Satna i Udżdżajn). W 1977 zostały one przekształcone w diecezje, w 1984 powstała diecezja w Gorakhpurze. Powstanie w 1986 diecezji syro-malabarskiej w Thamarasserry zakończyło długotrwały spór o tworzenie parafii syro-malabarskich poza Keralą, a w 1987 papież Jan Paweł II potwierdził taką możliwość. W 1962 rozpoczęły się reformy ksiąg liturgicznych rytu, zatwierdzone przez Stolicę Apostolską w 1989. 16 XII 1992 na mocy bulli Quae maiori zostało utworzone arcybiskupstwo większe o uprawnieniach patriarchatu dla wiernych obrządku syro-malabarskiego metropolii Ernakulam i Czanganaczeri.

##### Dane statystyczne
W 1913 były 4 egzarchaty apostolskie, 369 parafii, 64 księży zakonnych, 429 księży świeckich i 453 713 wiernych rytu syro-malabarskiego.
W 1985 były 2 metropolie, 19 diecezji, 1767 parafii, 1302 księży zakonnych, 1533 księży świeckich, 1839 zakonników, 16 988 zakonnic i 2,42 miliona wiernych rytu syro-malabarskiego.
W 1995 było jedno arcybiskupstwo większe, 2 metropolie, 19 diecezji i 3,15 miliona wiernych rytu syro-malabarskiego.

#### Ryt syromalankarski
Metropolia w Triwandrumie i jej sufragania w Tiruwalla zostały ustanowione dla tego rytu w 1932 przez Piusa XI. Jan Paweł II ustanowił dla niego trzecią diecezję, Battery.
Obecnie sufraganiami archidiecezji Triwandrumu są eparchia Martahndomu (ustanowiona w 1996), eparchia Mavelikary (2007) i eparchia Pathanamthitty (2010). Diecezja Tiruwalli została podniesiona do rangi archidiecezji w 2006 – jej sufraganiami są eparchia Battery, ustanowiona w 2003, eparchia Muvattupuzhy (2003) i eparchia Puthur (od 2010 r.). 
Dla życia religijnego katolików tego rytu szczególne znaczenie ma aśram w Vagamon – Kurisumala Ashram, łączący tradycje mistycyzmu hinduistycznego z ascetyczną tradycją syryjską i monastyczną tradycją cystersów. Katolikiem obrządku syromalankarskiego był przewodniczący od 1988 konferencji episkopatu Indii biskup Benedict Varghese Gregorios Thangalathil. W 2010 r. papież Benedykt XVI ustanowił także egzarchat apostolski Stanów Zjednoczonych Ameryki dla katolików syromalankarskich.

##### Dane statystyczne
W 1950 Kościół syromalankarski miał 655 888 wiernych.
W 1961 Kościół syromalankarski miał 418 parafii, 28 księży zakonnych, 182 księży świeckich, 56 zakonników, 389 zakonnic i 124 400 wiernych.
W 1985 Kościół syromalankarski miał 1 metropolię, 2 diecezje, 361 parafii, 84 księży zakonnych, 164 zakonników, 821 zakonnic i 242 000 wiernych.
W 1994 Kościół syromalankarski miał 296 000 wiernych.
W 2010 Kościół syromalankarski miał 2 metropolie, 9 diecezji.

## Prawosławie
Wspólnota prawosławna w Indiach jest niewielka. Pierwsi prawosławni tego kraju byli to kupcy melchiccy, którzy osiedlili się w Indiach południowych, podlegający początkowo Patriarchatowi Antiochii, a od VIII w. katolikosowi Romagiris.
Wierni współcześni wywodzą się z nielicznej emigracji rosyjskiej, greckiej i melchickiej. W 1924 Patriarchat Konstantynopola utworzył w Indiach stałą organizację kościelną, podlegającą utworzonej w tym samym czasie metropolii Australii i Nowej Zelandii. Od roku 1975 prawosławni w Indiach podlegają metropolicie Nowej Zelandii jako egzarsze misyjnemu Dalekiego Wschodu.

## Protestantyzm

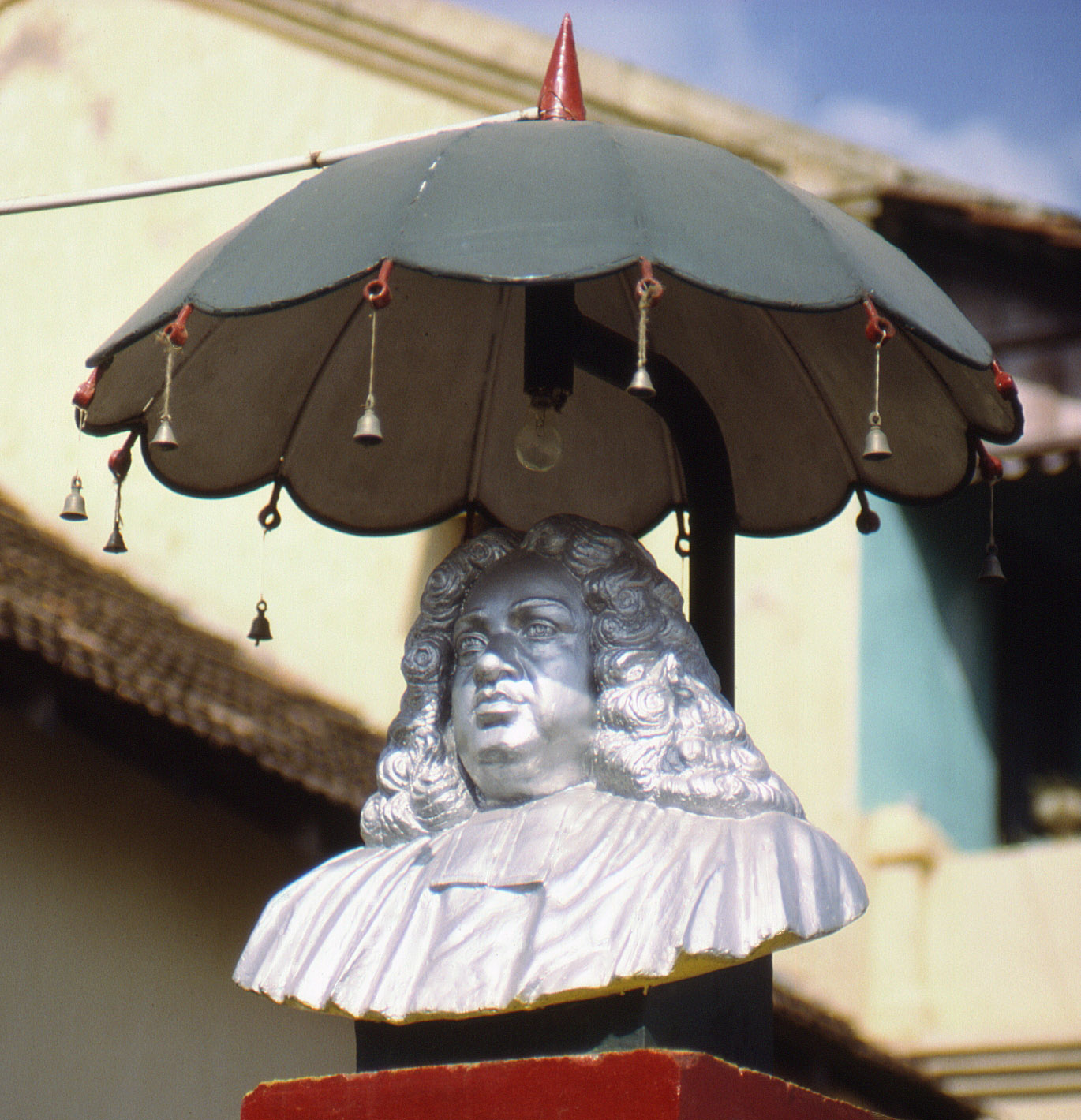
Popiersie Bartholomäusa Ziegenbalga w Trankebarze

Jedną z pierwszych w świecie misji protestanckich była luterańska Misja duńsko-halleńska (Dänisch-Hallesche Mission) powstała w 1706 w Trankebarze przy poparciu króla Danii Fryderyka IV. Od 1712 wspierali ją anglikanie, a od 1714 Kolegium Misyjne w Kopenhadze (Collegium de Cursu Evangelii Promovendo). Misjonarzami byli przesiąknięci duchem pietyzmu uczniowie szkoły misyjnej w Halle: Bartholomäus Ziegenbalg (1682/83–1719), Heinrich Plütschau (1676/77–1752), J. E. Gründler, J. Ph. Fabricius i Ch. F. Schwartz. W 1707 protestanci założyli w Trankebarze pierwszą indyjską szkołę dla dziewcząt, a w 1733 ordynowali pierwszego pastora pochodzenia indyjskiego, Aarona. W latach 1760–1801 misję protestancką prowadzili hernhuci. W 1800 w swojej posiadłości Serampur Duńczycy założyli nową misję.
W 1837 zmarł ostatni misjonarz misji duńsko-halleńskiej, a w Tankebarze (sprzedanym w 1874 Wielkiej Brytanii) pozostali już tylko misjonarze anglikańscy należący do Society for the Propagation of the Gospel in Foreign Parts.
Misje luterańskie prowadzili w XIX w. Niemcy – Norddeutsche Missiongesellschaft (od 1842), Evangelisch-Luterische Mission zu Leipzig (od 1844), Hermansburger Mission (od 1864), Schleswig-Holsteinische Misiongesellschaft zu Breklum (od 1881), Amerykanie – American Lutheran Church (of 1850) i Szwedzi – Svenska Missionsallkapet (od 1877).

### Dane statystyczne
W 1851 było w Indiach 90 tys. protestantów, do 1914 ich liczba wzrosła do miliona. W 1950 było ich 5 milionów, W 1985 8,8 miliona. Według Operation World w 2000 roku było 10 mln protestantów i 7 mln chrześcijan z niezależnych kościołów, z których większość powiązana była z protestantyzmem. Według tego samego źródła w 2010 roku liczba protestantów wzrosła do 26 milionów i wyznawców niezależnych kościołów do 17 mln. Największe denominacje stanowiły: Kościół Południowych Indii – 4,38 mln wiernych, Kościół Adwentystów Dnia Siódmego – 2,75 mln, Zjednoczony Kościół Ewangelicko-Luterański – 1,95 mln, Kościół Wierzących – 1,8 mln, Kościół Północnych Indii – 1,5 mln, Kościół Prezbiteriański – 1,39 mln i Kościół Metodystyczny – 1,15 mln.

## Świadkowie Jehowy
Wspólnota składa się z 57 795 głosicieli Świadków Jehowy, należących do 999 zborów; duża część z nich mieszka w stanie Kerala, ponadto znaczna liczba Świadków Jehowy żyje w Bombaju. Na dorocznej uroczystości Wieczerzy Pańskiej w 2023 roku zgromadziło się 166 521 osób. Działalność miejscowych wyznawców koordynuje Biuro Oddziału w Rajanukunte koło Bangalore.
HistoriaW 1905 roku hinduski student S.P. Davey przybywając w Stanach Zjednoczonych, udał się na wykład biblijny C.T. Russella, ówczesnego prezesa Towarzystwa Strażnica i zainteresował się nową religią. Po powrocie do Madrasu, organizował tzw. grupowe studia biblijne, których liczba wynosiła 40. W tym samym okresie inny Hindus – A.J. Joseph wraz ze swoim ojcem i kuzynem, zaczęli informować mieszkańców południowo-zachodnich Indii o nowo poznanej religii. W roku 1912 publikacje Towarzystwa Strażnica przełożono na miejscowe języki, a kraj odwiedził C.T. Russell. W roku 1947 przybyli tu pierwsi absolwenci Biblijnej Szkoły Strażnicy – Gilead. W 1959 roku było 1514 tutejszych wyznawców, a w roku 1963 – 2000. W tym samym roku w Nowym Delhi odbył się kongres międzynarodowy. W 1981 roku liczba Świadków Jehowy w Indiach przekroczyła 5000 osób. W roku 1983 w indyjskim Biurze Oddziału odbyły się dwa dziesięciotygodniowe kursy filii Biblijnej Szkoły Strażnicy – Gilead, z udziałem 46 studentów. 11 sierpnia 1986 roku indyjski Sąd Najwyższy orzekł, że nie można zmuszać dzieci Świadków Jehowy do śpiewania hymnu państwowego. Orzeczenie to weszło do programu nauki na zajęciach z prawa konstytucyjnego na wydziałach prawa. Wciąż odwołują się do niego periodyki prawnicze i artykuły prasowe, uznając ten słynny wyrok za precedens w kwestii tolerancji w Indiach. W marcu 2002 roku otwarto nowe Biuro Oddziału.